# Arboleda, Tlaxiaco
Arboleda är en ort i Mexiko.   Den ligger i kommunen Heroica Ciudad de Tlaxiaco och delstaten Oaxaca, i den sydöstra delen av landet, 280 km sydost om huvudstaden Mexico City. Arboleda ligger 2 098 meter över havet och antalet invånare är 426.
Terrängen runt Arboleda är lite kuperad. Runt Arboleda är det ganska tätbefolkat, med 83 invånare per kvadratkilometer. Närmaste större samhälle är Heroica Ciudad de Tlaxiaco, 2,1 km sydväst om Arboleda. I omgivningarna runt Arboleda växer huvudsakligen savannskog.